# Тавричанка (Амурская область)
Таврича́нка — село в Серышевском районе Амурской области России. Входит в состав Томского сельсовета.

## География
Село Тавричанка стоит на правом берегу реки Томь (левый приток Зеи), ниже стоящего на левом берегу реки города Белогорск.
Село Тавричанка расположено к юго-западу от посёлка Серышево, расстояние до районного центра (через сёла Поляна, Красная Поляна, Бочкарёвку и административный центр Томского сельсовета село Томское) — 30 км.
На запад от села Тавричанка (вниз по правому берегу реки Томь) идёт дорога к сёлам Лебяжье и Белоусовка.

## Население
| 2002 | 2010 | 2012 | 2013 | 2014 | 2015 | 2016 |
| ---- | ---- | ---- | ---- | ---- | ---- | ---- |
| 362  | ↘307 | ↘293 | ↘291 | ↘283 | ↗286 | ↘284 |
| 2017 | 2018 |      |      |      |      |      |
| ↗296 | ↘295 |      |      |      |      |      |

По данным переписи 1926 года по Дальневосточному краю, в населённом пункте числилось 197 хозяйств и 1094 жителя (575 мужчин и 519 женщин), из которых преобладающая национальность — украинцы (132 хозяйства).

## Экономика
Сельскохозяйственные предприятия Серышевского района.